# Reisburgo

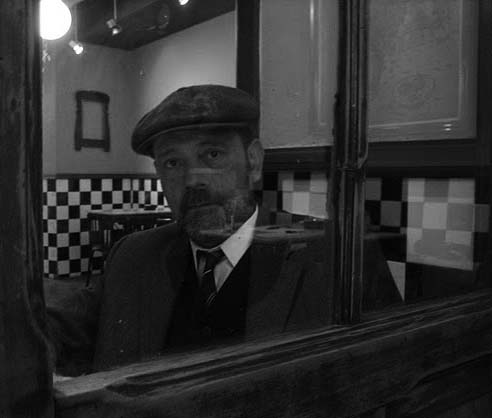
El escritor Luis María Díez Merino, autor de Las medias verdades y El asesino perfecto, novelas que transcurren en Reisburgo

Reisburgo es una ciudad ficticia, escenario de las novelas Las medias verdades, ganadora del XX Premio de Narración 'De Buena Fuente', y El asesino perfecto del escritor español Luis María Díez Merino.

## La ciudad

### Ubicación
Reisburgo es la capital del condado de El Verde y la "ciudad más próspera del país" -aunque éste nunca es citado expresamente-, además de ser la más poblada e industrializada; junto a Lucendo, la capital nacional, y Benezia, puerto de mar más importante del estado. Reisburgo es la única que cuenta con Universidad.
El equipo de fútbol de Reisburgo es el Independencia y la moneda de curso legal, el Peso. En ella se edita el periódico El Mercurio y al menos son leídos también Última hora, La verdad y El foro cívico.

### Lugares de interés

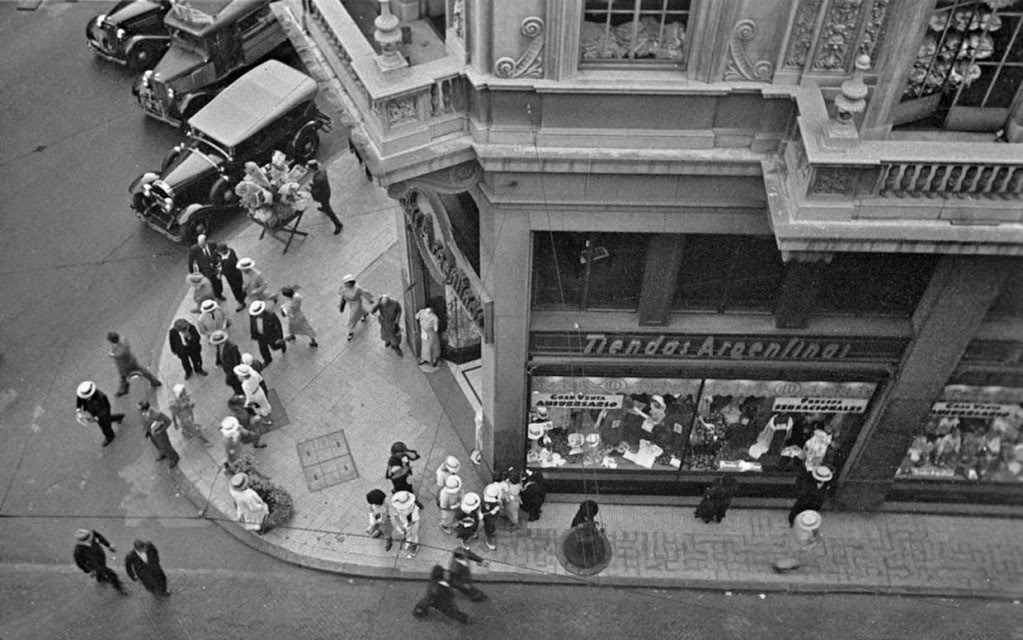
"(...) y esos balcones magníficos sobre la avenida, que se sienta uno tras la baranda y ve a las buenas gentes de Reisburgo ir y venir y afanarse en sus cosas". (Las medias verdades, pág. 40).

- El Círculo Comercial y Mercantil de Reisburgo, que ocupa un edificio de dos plantas construido en 1851 en el cruce de la avenida de Colombia con el bulevar Maximiliano Ordóñez. Lugar en el que se dan cita los principales habitantes de la ciudad.
- La Librería Álvarez , con dos sucursales: la fundada por Ruperto Álvarez en 1901 bajo los soportales de la calle Rostand y la de avenida Paraninfo.
- Casa Evaristo Chausson, restaurante frecuentado por los protagonistas.
- Universidad Politécnica de Reisburgo, único campus de todo el país.
- Hotel Savoy.

### Nomenclátor
Algunas de las calles de Reisburgo son:
- Alameda del Inca Garcilaso.
- Avenida y Plaza de Roma.
- Avenida de Bogotá.
- Avenida de Colombia.
- Avenida Granaderos.
- Avenida del Paraninfo.
- Avenida del General Domínguez Alsina.

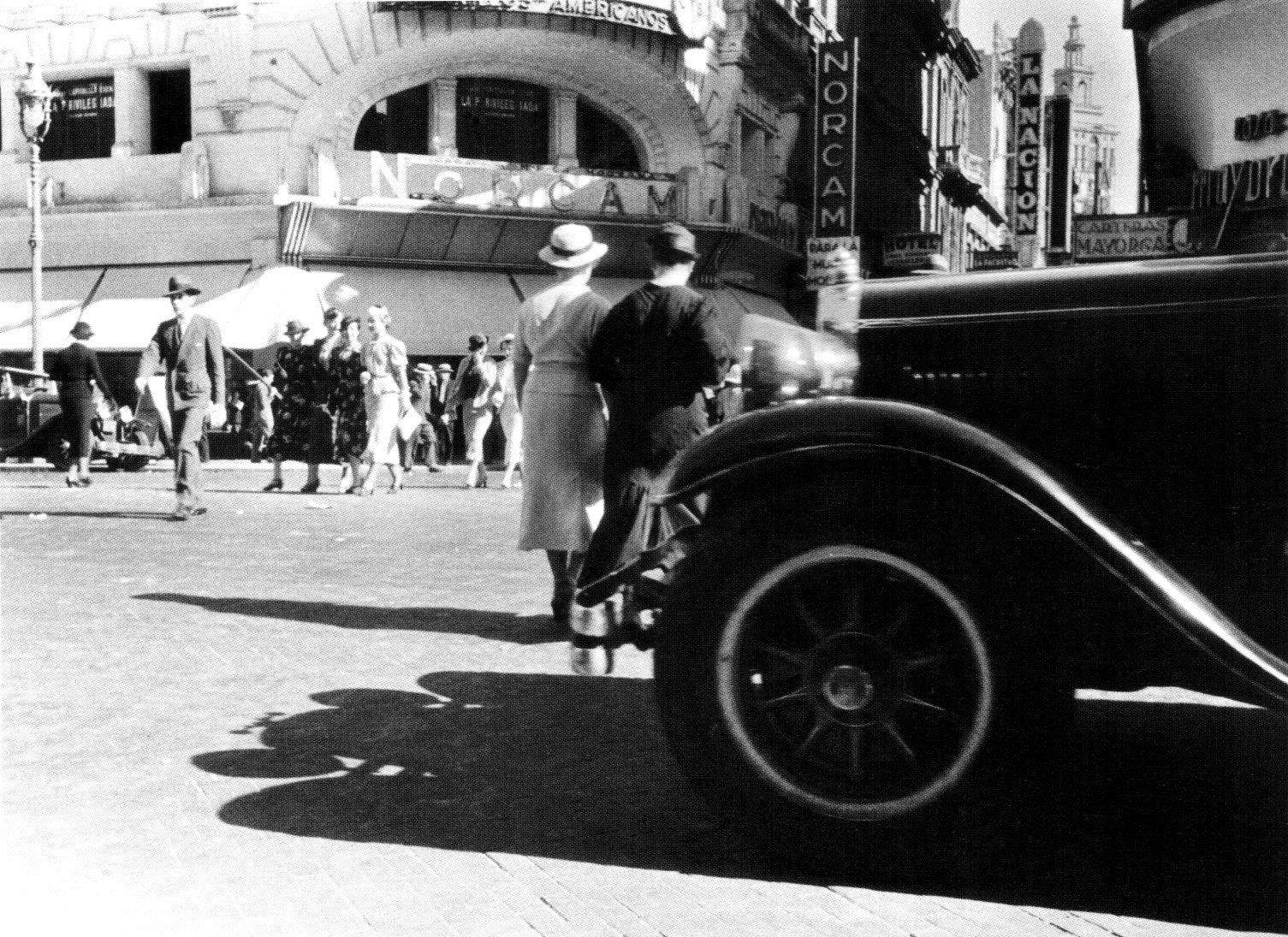
"Leopoldo aprovechó para
familiarizarse con los mandos del auto, un Renault Vivaquatre de 1939 negro, enorme, muy pesado.Las medias verdades, pág. 97).

- Avenida del Presidente Lincoln.
- Bulevar Maxilimiano Ordóñez.

- Calle Torino.
- Calle Arquímedes Sensi.
- Calle Fermín Camprodón.
- Calle Cererías.
- Calle Misericordia.
- Calle Potomac.
- Calle Hurtado de Villegas.
- Calle Tenor Gayarre.
- Calle Bogotá.
- Calle Almirante Collingwood.
- Calle Rostand.
- Calle Regidor Frondi.
- Calle Madres Clarisas.
- Calle Calderón Marchena.
- Plaza de Santa Catalina.
- Plaza de los Mártires de China.
- Plaza de la Puerta Magna.

### Habitantes
- Poncio Milestone, factotum e investigador privado.
- Angustias, mucama de Poncio Milestone.
- Edmundo Robayna, doctor.
- Ernesto Vílches, periodistade El Mercurio.
- Leopoldo Hinojosa-Chaves, diputado.
- Jacinto Ramírez, camarero del Círculo Comercial y Mercantil.
- Comisario Pumpido.
- Juez Portillo.

### Novelas que mencionan a Reisburgo
- Las medias verdades, primera de las novelas ambientada en 1948.[1]
- El asesino perfecto, segunda novela, ambientada en 1946, ya que al inicio se da cuenta de la noticia, en el periódico El Mercurio, del inicio de la sesión 153 del juicio de Núremberg, celebrado entre el 20 de noviembre y el 1 de agosto de 1946; y la novela sucede entre el 12 de junio y el 15 de agosto.[2]